# Parada Santos Dumont
A Parada Santos Dumont é uma das estações do VLT Carioca, situada no Rio de Janeiro, seguida da Parada Antônio Carlos. É uma das estações terminais da Linha 1 e da Linha 3.
Foi inaugurada em 5 de junho de 2016. Localiza-se em frente ao Aeroporto Santos Dumont. Atende o bairro do Centro.